# Tsna (vattendrag i Vitryssland, Minsks voblast)
Tsna (vitryska: Цна) är ett vattendrag i Belarus.   Det ligger i voblasten Minsks voblast, i den centrala delen av landet, 50 km nordost om huvudstaden Minsk.
Omgivningarna runt Tsna är en mosaik av jordbruksmark och naturlig växtlighet. Runt Tsna är det ganska glesbefolkat, med 34 invånare per kvadratkilometer.